# 日本ボーサイ工業
株式会社日本ボーサイ工業（にほんボーサイこうぎょう）は、東京都府中市新町に本社を置く道路反射鏡、道路標識などを製造、販売、設置などを行っている化学メーカーである。

## 沿革
- 1963年 - 日本アドバイスセンターとして創業
- 1968年 - 有限会社日本ボーサイ工業設立
- 1976年 - 株式会社化
- 1993年 - 優良申告法人として表彰

## 事業所
- 本社・営業本部・本社工場 - 東京都府中市
- 東京営業所 - 東京都新宿区
- 世田谷営業所 - 東京都世田谷区
- 八王子営業所 - 東京都八王子市
- 埼玉支店 - 埼玉県さいたま市南区
- 西部営業所 - 埼玉県所沢市